# Live in Buffalo: July 4th 2004
Live in Buffalo: July 4th, 2004 è un album dal vivo del gruppo musicale statunitense Goo Goo Dolls, pubblicato nel 2004.

## Tracce
1. Give a Little Bit (Supertramp cover; Studio recording) – 3:33
2. Big Machine – 3:29
3. Naked – 3:39
4. Slide – 3:58
5. Think About Me – 3:42
6. Smash – 2:04
7. Tucked Away (Takac) – 3:10
8. Black Balloon – 4:12
9. Dizzy – 2:47
10. Name – 5:22
11. Cuz You're Gone/1000 Words – 6:28
12. Sympathy – 2:49
13. January Friend (Takac) – 3:08
14. Here Is Gone – 3:29
15. What a Scene – 4:13
16. Acoustic #3 – 2:31
17. Two Days in February – 3:42
18. Broadway – 4:55
19. Iris – 6:16
20. Give a Little Bit – 4:02

## Formazione
- Johnny Rzeznik - voce, chitarra
- Robby Takac – basso, cori, voce (tracce 6, 7, 13)
- Mike Malinin – batteria, percussioni
- Jason Freese – tastiera, fisarmonica, sassofono, cori
- Greg Suran – chitarra, mandolino, percussioni, cori